# Minucje
Minucje (łac. minutiae – drobiazgi) – gatunek literatury sowizdrzalskiej, w literaturze staropolskiej są to kalendarze z przepowiedniami lub prognozami meteorologicznymi zawierające cechy parodii. Pisany były prozą lub wierszem. Z pierwszego wydawnictwa tego typu (z 1516) zachowały się tylko fragmenty. Dużą popularnością cieszyły się wydawane przez Akademię Krakowską kalendarze zawierające przepowiednie astrologiczne. Z początkiem XVII wieku ukazywały się również kalendarzyki polityczne, które wypełniano ciekawymi artykułami historycznymi, politycznymi i wychowawczymi. Pojawiły się także roczne kalendarze gospodarcze, pełne powiedzonek i przysłów.
Przykład: Dworskie minucje nowe sowizrzałowe, przez autora Starego Maurycjusza Trzyprztyckiego, na każdy rok służące....